# Grallaria przewalskii
A Grallaria przewalskii a madarak osztályának verébalakúak (Passeriformes) rendjébe és a hangyászpittafélék (Grallariidae) családjába tartozó faj.

## Rendszerezése
A fajt Wladyslaw Taczanowski lengyel zoológus és ornitológus írta le 1882-ben.

## Előfordulása
Az Andok keleti részén, Peru területén honos. Természetes élőhelyei a szubtrópusi és trópusi hegyi esőerdők. Állandó, nem vonuló faj.

## Megjelenése
Testhossza 17 centiméter.

## Természetvédelmi helyzete
Elterjedési területe kicsi, egyedszáma pedig stabil. A Természetvédelmi Világszövetség Vörös listáján sebezhető fajként szerepel.